# Bronzegrüner Rosenkäfer
|                                                                            |                                                                     |
| Abb. 1: Seitenansicht Subhumeraleinschnitt                                 | Abb. 2: Mesosternalfortsatz von schräg unten, links entspricht vorn |
|                                                                            |                                                                     |
| Abb. 3: Sicht von schräg vorn                                              | Abb. 4: Unterseite                                                  |
|                                                                            |                                                                     |
| Abb. 5: Tot aufgefundenes Exemplar mit nur teilweise ent- falteten Flügeln | Abb. 6: Vorderende des Seiten- rands des Halsschilds (links Auge)   |

Der Bronzegrüne Rosenkäfer, auch Marmorierter Rosenkäfer, (Protaetia lugubris (Herbst 1786), Syn.: Liocola lugubris, Protaetia marmorata (Fabricius, 1792)) ist ein Käfer aus der Familie der Blatthornkäfer (Scarabaeidae) und der Unterfamilie Rosenkäfer (Cetoniinae). Die Gattung Protaetia ist in Europa durch fünf Untergattungen vertreten, der Bronzegrüne Rosenkäfer gehört zur Untergattung Liocola. Der Käfer wird in der Roten Liste gefährdeter Tiere Deutschlands in der Vorwarnliste (zuvor Kategorie 2 „Stark gefährdet“) geführt.
Der Artname lūgubris (lat. „trauernd, düster“) bezieht sich wie der deutsche Namensteil „bronzegrün“ auf die Grundfarbe des Käfers, die gewöhnlich dunkler ist als beim häufigeren Goldglänzenden Rosenkäfer. Der Namensteil „marmoriert“ ist die Übersetzung von lat. „marmorata“ und beschreibt die weiße Zeichnung. Den Käfer findet man nur ausnahmsweise in Rosen.

## Merkmale des Käfers
Der breite und wenig gewölbte plumpe Käfer (Abb. 1) ist mit 19 bis 25 Millimeter Länge deutlich größer als der Goldglänzende Rosenkäfer. Die farbvariable Art (1988 wurde auch ein zweifarbiges Individuum beschrieben) ist auf der Oberseite kahl und glänzend. Der Käfer ist meist erzbraun mit einer sehr variabel ausgebildeten Zeichnung aus weißen Flecken, die auf den Flügeldecken die Form von Sprenkeln haben. Auch Brustschild, das matte Pygidium und der glänzende Bauch sind weiß gefleckt.
Der Kopf (Abb. 3) ist ungleichmäßig, kräftig und wenig dicht punktiert. Von oben betrachtet verdeckt der viereckige Kopfschild die Mundwerkzeuge und erscheint vorne gerade abgeschnitten. Sein Vorderrand ist über die ganze Breite gleichmäßig aufgeworfen, nicht seitlich stärker als in der Mitte (Abb. 3). Die zehngliedrigen Fühler enden in einer dreiblättrigen Fühlerkeule. Die Einlenkung der Fühler kann von oben eingesehen werden.
Der Halsschild ist im zentralen Bereich nur sehr fein punktiert, zu den Seiten hin werden die Punkte dichter und kräftiger und können verrunzelt sein. Die Seitenrandleisten des Halsschilds laufen nach vorn aus und erreichen die Vorderecken nicht (Abb. 3 und 6). Dies ist ein wichtiges Bestimmungsmerkmal. Der Hinterrand des Halsschilds ist vor dem Schildchen deutlich eingebuchtet (Scutellarausschnitt). Der Scutellarausschnitt ist seitlich winklig begrenzt, daneben ist die Basis nicht nochmals gebuchtet.
Die Flügeldecken sind hinter den Schultern stark eingebuchtet (Subhumeraleinschnitt, Abb. 1). Um das Schildchen sind sie wenig punktiert, dahinter haben die Punkte die Form kleiner Hufeisen, zu den Seiten und nach hinten hin ist die Punktierung verrunzelt. Wie bei allen Rosenkäfern werden beim Fliegen die Flügeldecken nicht nach vorn geklappt, sondern bleiben geschlossen (Abb. 5). Das dreieckige Schildchen ist an der Spitze breit abgerundet, an der Basis nach außen gewölbt.
Die Vorderschienen sind, besonders bei den Weibchen, als Grabbeine ausgebildet. Sie sind verbreitert und am Außenrand zur Spitze hin mit drei Zähnen bewehrt. Auf den Hinterschienen fehlen Querleisten.
Die Mittelbrust ist nach vorn erweitert (Mesosternalfortsatz, Abb. 3). Der Mesosternalfortsatz ist nicht kugelförmig, sondern flach und breiter als lang. Zur Basis hin ist er zwischen den Mittelhüften deutlich eingeschnürt (Abb. 4). Er ist fast völlig glatt und unbehaart. Die Hinterhüften berühren sich (Abb. 4). Der Hinterleib der Männchen zeigt auf der Unterseite eine mediane Längsfurche und ist zerstreut sehr fein punktiert. Beim Weibchen ist die Punktierung dichter und kräftiger. Das Pygidium zeigt auch beim Weibchen keine länglichen Eindrücke.

## Ei und Larve
Die weißen Eier sind mit einem Durchmesser von etwa eineinhalb Millimeter nur wenig oval. Die Larve ähnelt einem Engerling. Der braune Kopf ist teilweise in den ersten Brustabschnitt zurückgezogen. Die behaarte Oberlippe ist dreilappig. Die schwarzen Oberkiefer sind gekrümmt. Die beiden Laden der Unterkiefer sind bis fast an die Spitze miteinander verwachsen. Die Kiefertaster sind viergliedrig, die Lippentaster dreigliedrig mit sehr kleinem Basalglied. Das erste Brustsegment trägt auf jeder Seite über dem vordersten der neun Stigmenpaare eine braune Chitinplatte.

## Biologie
Die Larve der wärmeliebenden Art entwickelt sich in Baumhöhlen im Mulm alter Laubbäume, gerne in Eichen und Obstbäumen. Gemeinsame Besiedlungen von Höhlen mit dem Juchtenkäfer (Osmoderma eremita) wurden beobachtet.
Bei einer Untersuchung von Bäumen an Landstraßen in Nordpolen fand man, dass unter etwa 4000 inspizierten Bäumen ein Viertel zur Brut geeignete Baumhöhlen besaßen. Von diesen 1004 Bäumen, die neun Arten angehörten, wurden die Höhlen von 74 Bäumen, die sieben Arten zugehörten, vom Bronzegrünen Rosenkäfer bewohnt. Eine Bevorzugung gewisser Baumarten konnte nicht festgestellt werden, ebenso war die Richtung, Größe und Höhe des Höhleneingangs unwichtig für die Wahl. Es wurden jedoch nur Bäume mit einem Stammumfang von über 200 cm bewohnt und Stämme mit über 300 cm Umfang bevorzugt.
Den Käfer kann man an Waldrändern, in Waldlichtungen und in Parkanlagen, Obstgärten und Alleen hauptsächlich an ausfließendem Baumsaft gelegentlich auch in den Baumhöhlen, auf Blüten oder reifen Früchten finden.
In Mitteleuropa sind die Käfer ganzjährig zu finden, jedoch meist nur von Mai bis Oktober mit einem Maximum im Juli. Sie sind tagaktiv und bei warmem Wetter vom Vormittag bis zum späten Nachmittag rege.
Bei der Zucht des Käfers schließt sich die Eiablage an die Winterruhe an und erstreckt sich über einen Zeitraum von fünfzehn bis zu fünfzig Tagen. Die Weibchen können sich mehrmals paaren. Bei fünf Beobachtungen wurden zwischen 16 und 42 Eier in sehr feuchten Mull abgesetzt. In der Natur hängt die Anzahl der gefundenen Larven von der Größe der Höhle ab. Es werden gewöhnlich weniger als fünfzehn Larven des gleichen Stadiums in einer Baumhöhle gefunden. Bei einer Temperatur von konstant 22 °C schlüpfen die Larven des ersten Stadiums nach 17 bis 23 Tagen. Sie sind etwa vier Millimeter lang und sofort aktiv. Sie verzehren zuerst die Eihülle und danach feuchten Mull, wobei sie sich auf dem Bauch kriechend fortbewegen. Nach 22 bis 26 Tagen häuten sie sich zum zweiten Stadium. In Natur überwintert die Larve des zweiten Stadiums und legt bei niederen Temperaturen etwa zwischen November und Februar eine Diapause ein. Das dritte Larvenstadium erreicht eine Länge von über 60 Millimeter und verpuppt sich gewöhnlich im Juli/August, bei genügend hohen Temperaturen auch schon im Juni.
Für die Verpuppung verklebt die Larve mit Mundsekreten eigene Exkremente mit Komponenten des Mulls und anderen Abfallpartikeln zu einer im Inneren glatten Puppenwiege. In dieser vollzieht sich die Pränymphose, bei der sich der Verdauungstrakt entleert, das Hinterleibsende umbildet und die Beine ihre Funktion verlieren. Wenige Tage danach schlüpft die Puppe. Bei der Zucht dauert das Puppenstadium 27 bis 30 Tage. Nach der Häutung zum Käfer benötigt dieser noch fünf bis sechs Tage zur Ausfärbung. Die Imagines pflanzen sich erst im folgenden Frühjahr fort. Sie leben weniger als ein Jahr lang.

## Verbreitung
Das Verbreitungsgebiet erstreckt sich vom Osten über Mitteleuropa bis ins nördliche Spanien. Auch in Italien wird nur der nördliche Teil erreicht. In Nordeuropa ist das Vorkommen des Käfers dagegen auf die südlichen Teile beschränkt. Die Art fehlt in Portugal, den Britischen Inseln sowie Griechenland und den angrenzenden Ländern. In Frankreich ist das Verbreitungsgebiet unzusammenhängend und das Vorkommen des Käfers ist auf Höhen zwischen 0 und 550 Meter beschränkt. Die Art ist östlich mit der Unterart Protaetia lugubris orientalis über Asien bis zum Japanischen Meer verbreitet.
In Deutschland findet man den bronzegrünen Rosenkäfer vornehmlich im Süden, Osten und Nordosten. Im Nordwesten wurden nur sehr wenige Funde bekannt, er galt dort als verschollen oder ausgestorben. Im Jahre 2017 wurde er in Westfalen wiederentdeckt.